# Синошевић
Синошевић је насеље у Србији у општини Шабац у Мачванском округу. Према попису из 2022. било је 494 становника.

## Галерија
- Споменик у центру села
- Сеоска школа
- Споменик у центру села

## Демографија
У насељу Синошевић живи 743 пунолетна становника, а просечна старост становништва износи 43,8 година (42,0 код мушкараца и 45,6 код жена). У насељу има 290 домаћинстава, а просечан број чланова по домаћинству је 3,17.
Ово насеље је великим делом насељено Србима (према попису из 2002. године).
|  |

| Демографија | Демографија | Демографија |
| Година      | Становника  | Становника  |
| ----------- | ----------- | ----------- |
| 1948.       | 1.353       |             |
| 1953.       | 1.450       |             |
| 1961.       | 1.357       |             |
| 1971.       | 1.307       |             |
| 1981.       | 1.246       |             |
| 1991.       | 1.153       | 1.035       |
| 2002.       | 918         | 1.098       |

| Етнички састав према попису из 2002.‍ | Етнички састав према попису из 2002.‍ | Етнички састав према попису из 2002.‍ | Етнички састав према попису из 2002.‍ | Етнички састав према попису из 2002.‍ |
| ------------------------------------ | ------------------------------------ | ------------------------------------ | ------------------------------------ | ------------------------------------ |
|                                      |                                      |                                      |                                      |                                      |
| Срби                                 | Срби                                 |                                      | 861                                  | 93,79%                               |
| Роми                                 | Роми                                 |                                      | 43                                   | 4,68%                                |
| непознато                            | непознато                            |                                      | 5                                    | 0,54%                                |

| Година пописа     | 1948. | 1953. | 1961. | 1971. | 1981. | 1991. | 2002. |
| ----------------- | ----- | ----- | ----- | ----- | ----- | ----- | ----- |
| Број домаћинстава | 241   | 271   | 281   | 289   | 311   | 322   | 290   |

| Број чланова      | 1  | 2  | 3  | 4  | 5  | 6  | 7  | 8 | 9 | 10 и више | Просек |
| ----------------- | -- | -- | -- | -- | -- | -- | -- | - | - | --------- | ------ |
| Број домаћинстава | 73 | 75 | 34 | 27 | 29 | 35 | 11 | 4 | 0 | 2         | 3,17   |

| Пол    | Укупно | Неожењен/Неудата | Ожењен/Удата | Удовац/Удовица | Разведен/Разведена | Непознато |
| ------ | ------ | ---------------- | ------------ | -------------- | ------------------ | --------- |
| Мушки  | 368    | 82               | 254          | 26             | 4                  | 2         |
| Женски | 408    | 52               | 250          | 94             | 6                  | 6         |
| УКУПНО | 776    | 134              | 504          | 120            | 10                 | 8         |

| Пол    | Укупно                    | Пољопривреда, лов и шумарство | Рибарство                            | Вађење руде и камена | Прерађивачка индустрија       |
| ------ | ------------------------- | ----------------------------- | ------------------------------------ | -------------------- | ----------------------------- |
| Мушки  | 259                       | 209                           | 0                                    | 0                    | 12                            |
| Женски | 181                       | 166                           | 0                                    | 0                    | 1                             |
| УКУПНО | 440                       | 375                           | 0                                    | 0                    | 13                            |
| Пол    | Производња и снабдевање   | Грађевинарство                | Трговина                             | Хотели и ресторани   | Саобраћај, складиштење и везе |
| Мушки  | 1                         | 6                             | 8                                    | 0                    | 4                             |
| Женски | 1                         | 0                             | 7                                    | 0                    | 0                             |
| УКУПНО | 2                         | 6                             | 15                                   | 0                    | 4                             |
| Пол    | Финансијско посредовање   | Некретнине                    | Државна управа и одбрана             | Образовање           | Здравствени и социјални рад   |
| Мушки  | 0                         | 0                             | 6                                    | 3                    | 2                             |
| Женски | 0                         | 1                             | 0                                    | 2                    | 2                             |
| УКУПНО | 0                         | 1                             | 6                                    | 5                    | 4                             |
| Пол    | Остале услужне активности | Приватна домаћинства          | Екстериторијалне организације и тела | Непознато            | Непознато                     |
| Мушки  | 1                         | 0                             | 0                                    | 7                    | 7                             |
| Женски | 0                         | 0                             | 0                                    | 1                    | 1                             |
| УКУПНО | 1                         | 0                             | 0                                    | 8                    | 8                             |